# Pantherstellung

Pantherstellung oktober 1944 - maart 1945

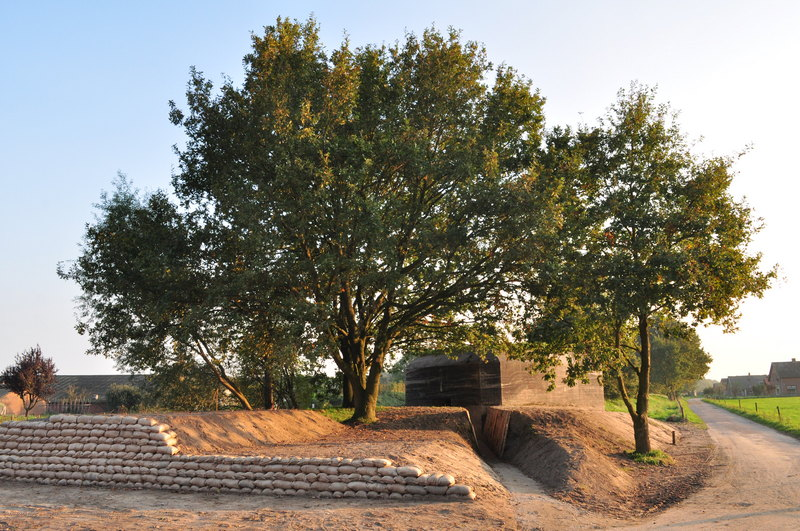
Type 703 als Museumbunker in Leusden

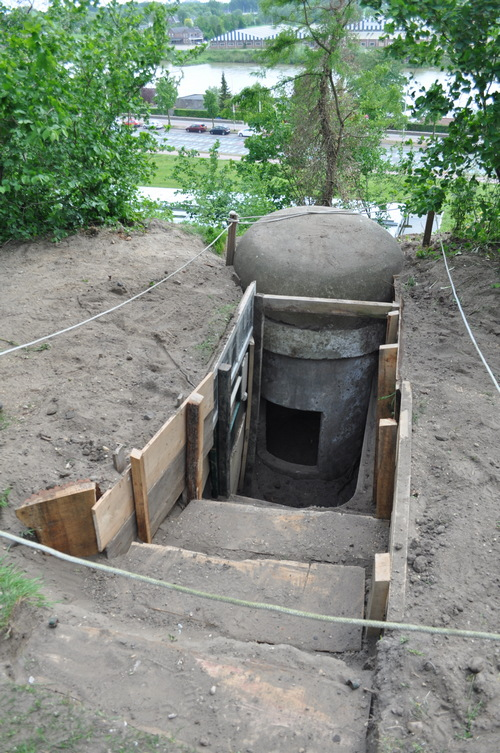
Kochbunker Museum Arnhem

De Pantherstellung is een verlengstuk van een Duitse verdedigingslinie die vóór de Tweede Wereldoorlog de Duitse westgrens beveiligde. Deze Westwall (Siegfriedlinie) liep van Basel naar Kleef. Noordelijk van Kleef waren geen verdedigingswerken gebouwd waarmee dat gebied de onverdedigde toegang tot het Derde Rijk vormde. Sinds 1943 richtte het Duitse Leger zich op het sluiten van dit gat maar pas toen Duitsland direct gevaar liep na de invasie, gaf Hitler op 30 augustus 1944 bevel om de verdediging te moderniseren en de Westwall te verlengen. 

## Verloop van de verdedigingslinie
Seyss-Inquart kreeg van Hitler de opdracht om de verlenging te realiseren en daarmee ontstond de Pantherstellung. Het frontverloop na de operatie Market Garden bepaalde het uiteindelijke verloop van de linie. De linie begon in Duitsland, liep langs de Rijn via Arnhem naar Wageningen om daar in noordelijke richting door de Gelderse Vallei bij Nijkerk het IJsselmeer te bereiken. Een stuk van de linie liep over het traject van de Grebbelinie. De Nederlandse kazematten konden niet gebruikt worden omdat deze op het oosten waren gericht. De nieuwe linie richtte zich op een geallieerde opmars uit het zuiden en westen.

## Dwangarbeiders als arbeidskrachten
Duizenden Nederlandse mannen tussen de 17 en 60 jaar werden in razzia’s opgepakt of onder bedreiging gedwongen om de linie aan te leggen. Het werk werd uitgevoerd onder begeleiding van de Organisation Todt, het bouwbedrijf van het Derde Rijk.

## Einde van de linie door de operaties Plunder en Varsity
Door de Rijnoversteek op 24 maart 1945 in de operaties Plunder en Varsity stonden de geallieerden achter de Pantherstellung en had de linie haar waarde verloren. De Duitse verdediging werd opnieuw georganiseerd waardoor de Grebbelinie weer in gebruik werd genomen, nu als Grebbestellung. Op diverse plaatsen langs de Grebbelinie kwam het tot schermutselingen maar een geallieerde aanval bleef uit. Met het tekenen van de capitulatie op 4 mei kwam er een einde aan tweehonderd jaar militair gebruik van de Grebbelinie.

## Restanten van bouwwerken in de linie
Na de capitulatie werden de verdedigingswerken geruimd om plaats te maken voor agrarische en economische doeleinden. De aarden stellingen en versperringen werden opgeruimd en alle sporen van de linie lijken grondig uitgewist te zijn. Dat dit niet overal even grondig is gebeurd bewijzen de grote betonnen bunkers die verstopt liggen in het landschap tussen IJsselmeer en Nederrijn. Zij hebben in de afgelopen jaren een beschermde status gekregen als gemeentelijk of rijks erfgoed. Er zijn echter nog een zevental onbeschermde objecten die door hun onbekendheid gevaar lopen vroeg of laat verwijderd te worden. Het gaat om de volgende zeven objecten:
| Locatie                                    | Naam        | Afbeelding |
| ------------------------------------------ | ----------- | ---------- |
| Aerdt - 51° 53' 51" NB, 6° 3' 3" OL        | Versperring |            |
| Arnhem - 51° 59' 5" NB, 5° 53' 35" OL      | Kochbunker  |            |
| Arnhem - 51° 59' 5" NB, 5° 53' 33" OL      | Kochbunker  |            |
| Arnhem - 51° 59' 5" NB, 5° 53' 17" OL      | Kochbunker  |            |
| Herwen - 51° 53' 19" NB, 6° 5' 50" OL      | Versperring |            |
| Renkum - 51° 58' 45" NB, 5° 51' 40" OL     | Kochbunker  |            |
| Wageningen - 51° 59' 12" NB, 5° 38' 29" OL | Vloerplaat  |            |